# Späd frullania
Späd frullania (Frullania fragilifolia) är en levermossart som först beskrevs av Tayl., och fick sitt nu gällande namn av Gott. och Al.. Späd frullania ingår i släktet frullanior, och familjen Frullaniaceae. Arten är reproducerande i Sverige.